# Bibern-Hofen
Bibern-Hofen (toponimo tedesco) è stato un comune svizzero del distretto di Reiat (Canton Sciaffusa). Nel 1861 stato soppresso e suddiviso nei nuovi comuni di Bibern e Hofen, a loro volta soppressi il 31 dicembre 2008 e accorpati dal 1º gennaio 2009 al comune di Thayngen assieme agli altri comuni soppressi di Altdorf e Opfertshofen.